# 白玉大油芒
白玉大油芒（学名：Spodiopogon baiyuensis）为禾本科大油芒属下的一个种。

## 扩展阅读
- 維基物種上的相關：白玉大油芒